# رونالد وايت (مغني)
رونالد وايت (بالإنجليزية: Ronald White)‏ هو مغني ومغن مؤلف أمريكي، ولد في 5 أبريل 1939 في ديترويت في الولايات المتحدة، وتوفي في 26 أغسطس 1995 بسبب ابيضاض الدم.

## وصلات خارجية
- رونالد وايت على موقع IMDb (الإنجليزية)
- رونالد وايت على موقع ميوزك برينز (الإنجليزية)
- رونالد وايت على موقع إن إن دي بي (الإنجليزية)
- رونالد وايت على موقع أول ميوزيك (الإنجليزية)
- رونالد وايت على موقع ديسكوغز (الإنجليزية)